# 新庄村

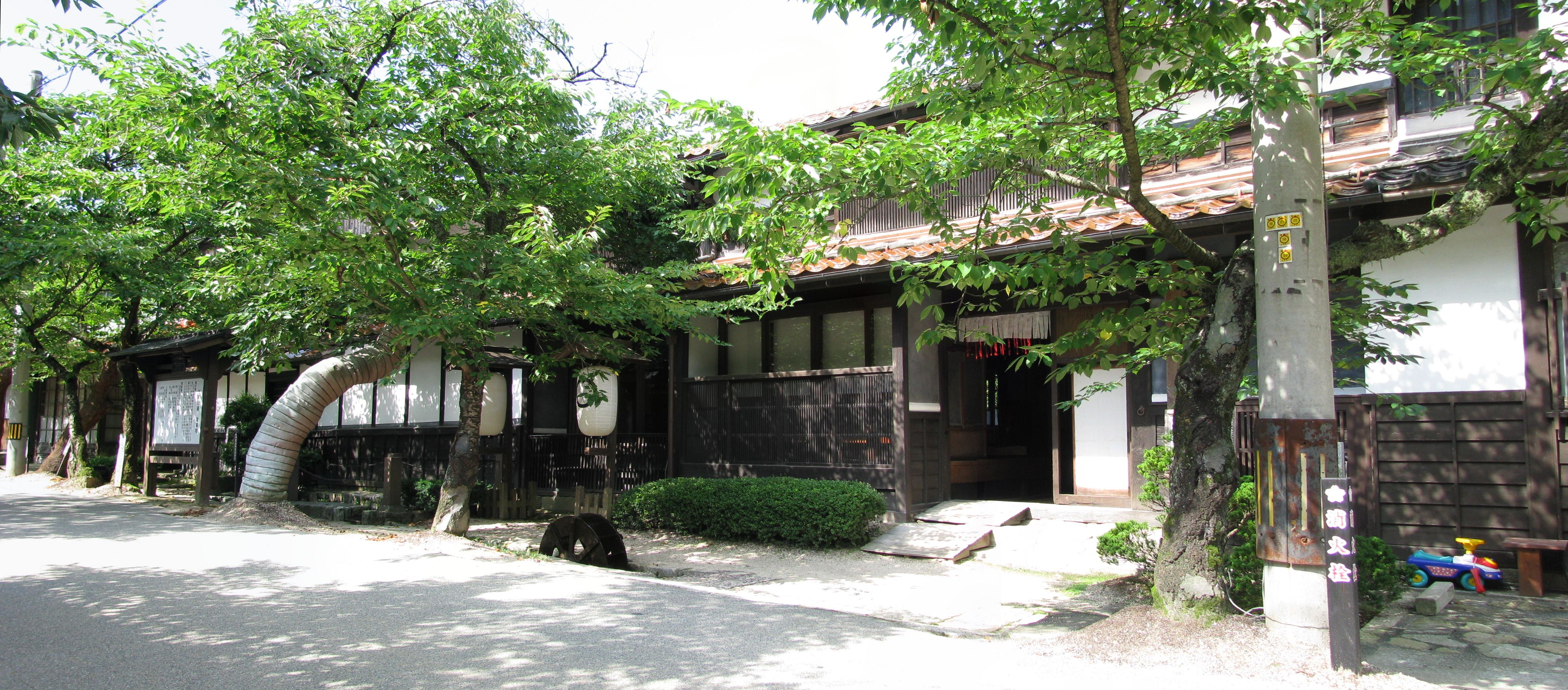
新庄宿脇本陣

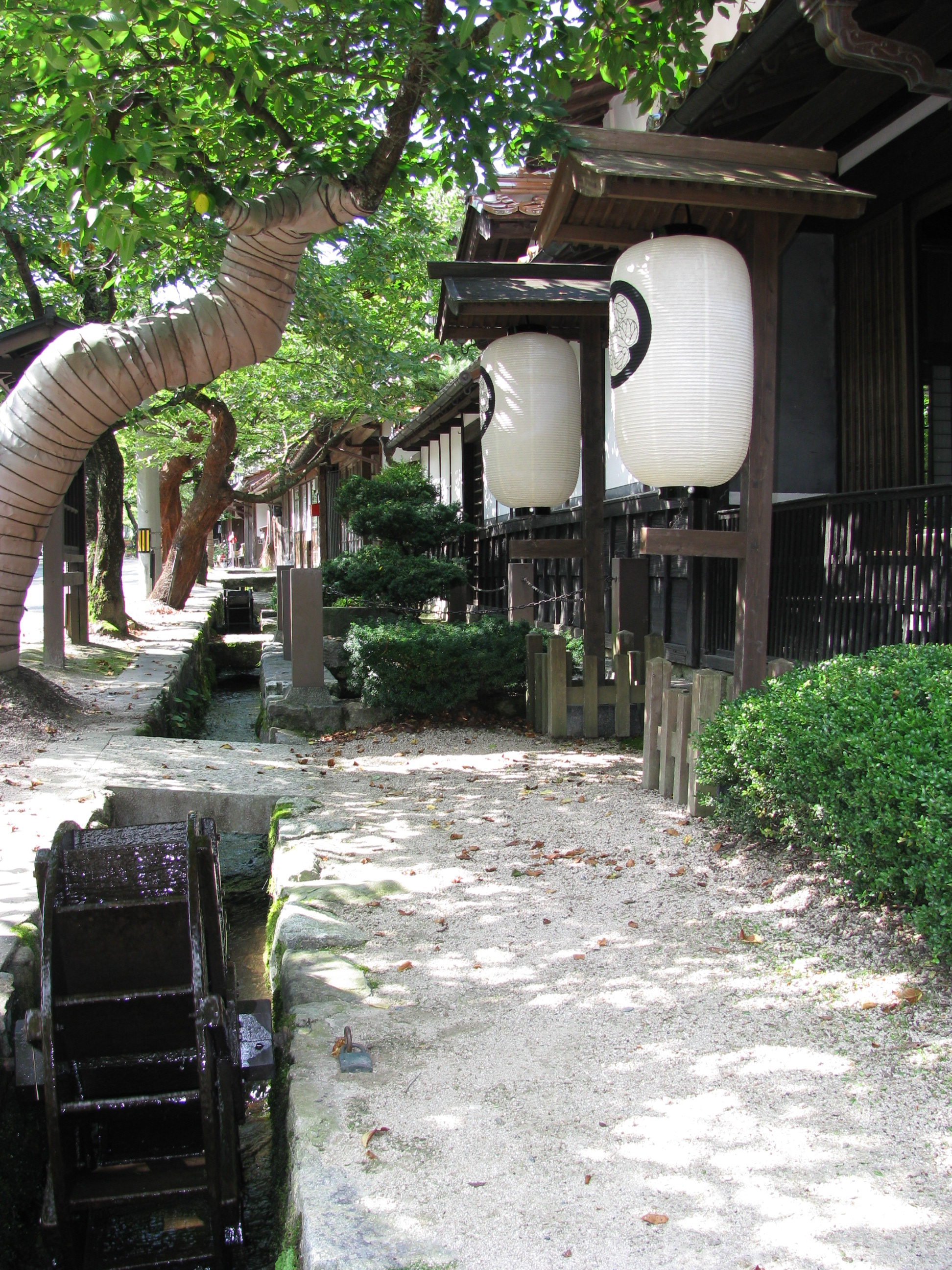
新庄宿脇本陣

新庄村（しんじょうそん）は、岡山県の北西部にあり、鳥取県と境を接する村。真庭郡に属し、県内では西粟倉村と共に2つある村の1つでもある。また人口は県内自治体中最小で、出雲街道の本陣・宿場町として栄えた。日本で最も美しい村連合加盟自治体の1つ。

## 地理
中国山地に位置し、大半が山林であり村役場のある中心地は新庄川の盆地となっている。森林セラピー基地に認定されている。
- 山:毛無山（1218m）、金ヶ谷山（1164m）、白馬山（1060m）
- 河川:新庄川、野土路川
- ダム:土用ダム

### 隣接している自治体
- 新見市、真庭市
- 鳥取県日野郡日野町・江府町

## 人口
| |                                        |  |
| 新庄村と全国の年齢別人口分布（2005年） | 新庄村の年齢・男女別人口分布（2005年） |  |
| ■紫色 ― 新庄村 ■緑色 ― 日本全国 | ■青色 ― 男性 ■赤色 ― 女性              |  |
| 新庄村（に相当する地域）の人口の推移 \| 1970年（昭和45年） \| 1,404人 \| \| \| 1975年（昭和50年） \| 1,280人 \| \| \| 1980年（昭和55年） \| 1,357人 \| \| \| 1985年（昭和60年） \| 1,272人 \| \| \| 1990年（平成2年） \| 1,165人 \| \| \| 1995年（平成7年） \| 1,101人 \| \| \| 2000年（平成12年） \| 1,051人 \| \| \| 2005年（平成17年） \| 1,019人 \| \| \| 2010年（平成22年） \| 957人 \| \| \| 2015年（平成27年） \| 866人 \| \| \| 2020年（令和2年） \| 813人 \| \| |                                        |  |
| 総務省統計局 国勢調査より |                                        |  |
| 1970年（昭和45年） | 1,404人                                |  |
| 1975年（昭和50年） | 1,280人                                |  |
| 1980年（昭和55年） | 1,357人                                |  |
| 1985年（昭和60年） | 1,272人                                |  |
| 1990年（平成2年） | 1,165人                                |  |
| 1995年（平成7年） | 1,101人                                |  |
| 2000年（平成12年） | 1,051人                                |  |
| 2005年（平成17年） | 1,019人                                |  |
| 2010年（平成22年） | 957人                                  |  |
| 2015年（平成27年） | 866人                                  |  |
| 2020年（令和2年） | 813人                                  |  |

## 歴史
新庄村は1889年（明治22年）の町村制施行以来、合併が一切行われていない自治体である。真庭郡内の他の町村は全て合併し2005年3月31日に真庭市となったが、新庄村は単独で存続することを選択した。

### 沿革
- 1872年（明治5年）8月17日 - 新庄村（自然村）が成立。
- 1878年（明治11年）9月29日 - 郡区町村編制法の岡山県での施行により真島郡が発足、同郡所属となる。
- 1889年（明治22年）6月1日 - 町村制の施行により、新庄村が単独で自治体を編成。自然村単独での自治体成立のため大字は編成されなかった。
- 1900年（明治33年）4月1日 - 郡制の施行により、真島郡と大庭郡が合併し真庭郡が成立、同郡所属となる。
- 2023年（令和5年）4月3日 - 新庁舎で業務開始[1]。

## 大字
新庄村に大字は設定されていない。

## 行政

### 村長
- 村長：小倉博俊（2022年9月8日就任　7期目）

### 村役場庁舎

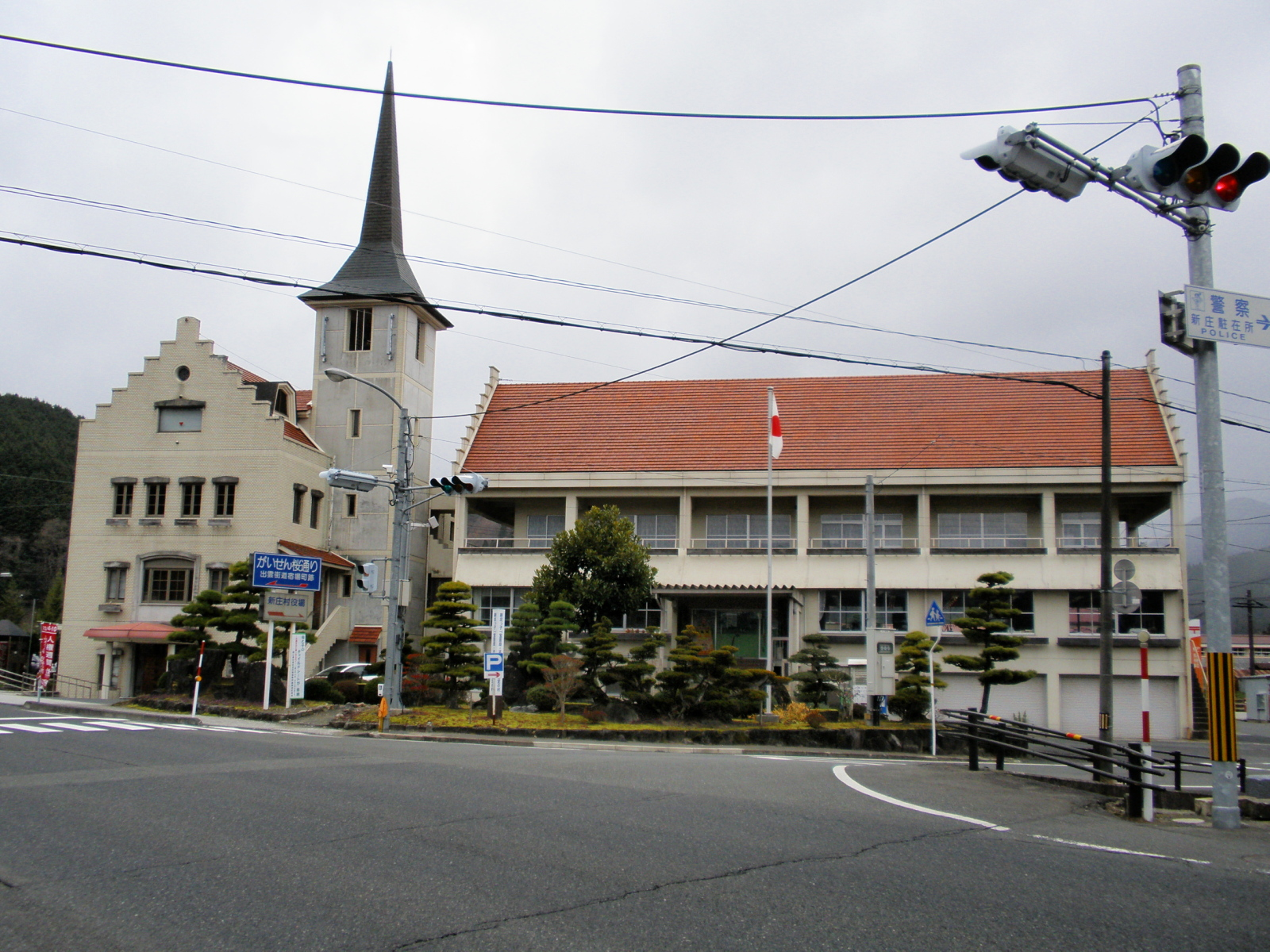
旧新庄村役場

旧庁舎は1969年（昭和44年）に移転新築された建物だったが、老朽化し、耐震化やバリアフリー化に対応できていなかった。
新庁舎は2023年（令和5年）3月3日に竣工式が行われ、同年4月3日から運用を開始した。2024年（令和6年）5月までに2期工事も完了し、解体後の旧庁舎跡地には広場や駐車場が完成し、隣接する村創生センターもリニューアルされた。

## 経済

### 産業
- 主な産業：林業、農業
- 産業人口

## 姉妹都市・提携都市

### 国内
提携都市
- 新庄市（山形県）
  - 1986年8月　友好自治体盟約提携
- 葛城市（奈良県旧北葛城郡新庄町）
  - 1986年8月　友好自治体盟約提携

その他
- 日本で最も美しい村連合
美しい村づくり、ロゴマークの活用、サポーター会員制度、イベントの開催、広報活動を行っている地方自治体や地域の連合体に参加している。

## 地域

### 教育
- 新庄村立新庄小学校
- 新庄村立新庄中学校

## 交通

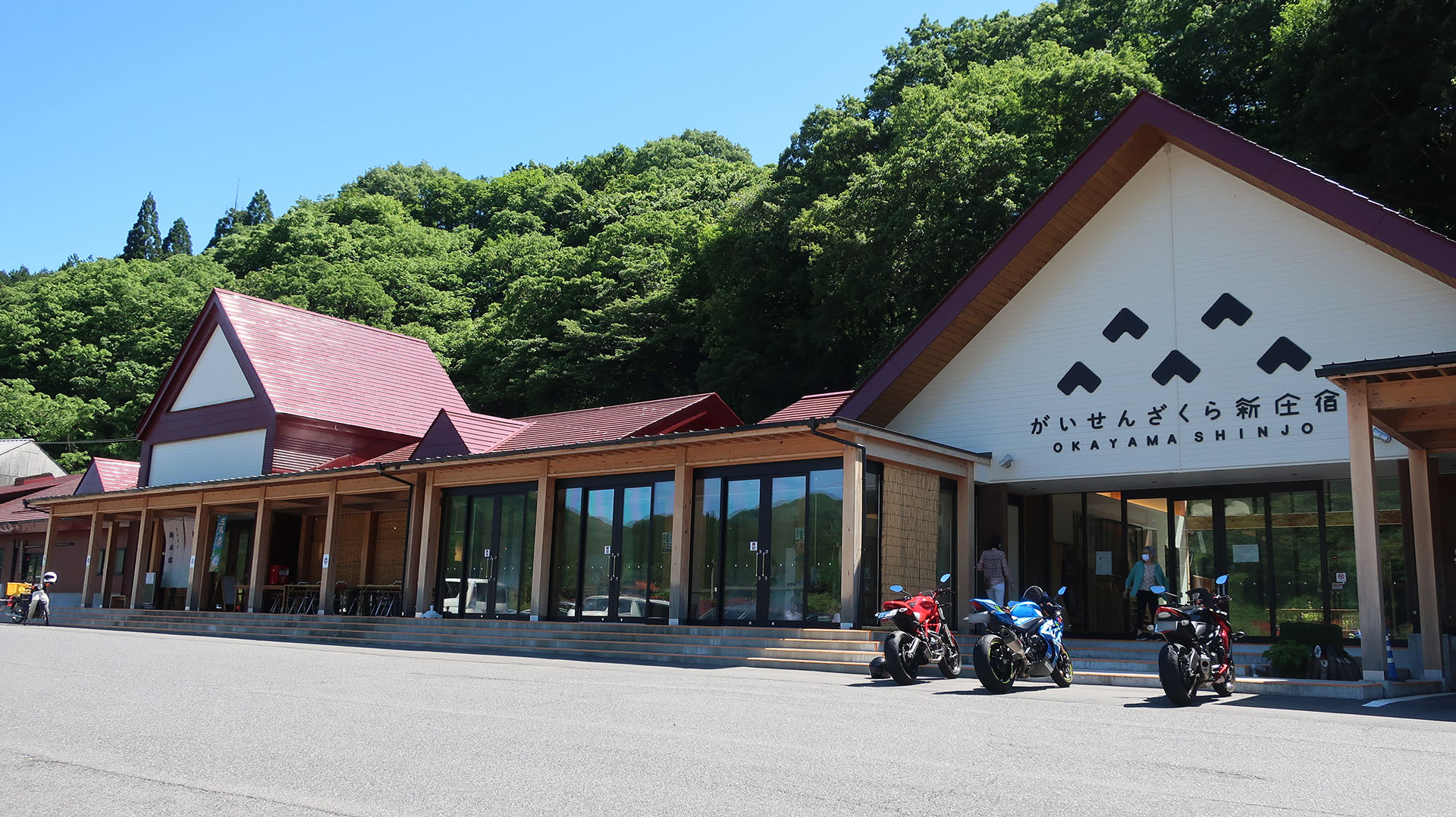
道の駅がいせん桜 新庄宿

### 鉄道路線
なし
- 最寄りの駅：JR西日本伯備線・根雨駅（鳥取県日野郡日野町）あるいは同姫新線中国勝山駅（真庭市）。

### 路線バス
- 真庭市コミュニティバス「まにわくん♡」
  - 29系統（新庄・久世ルート）
- 村内巡回バス「しんじょうくん」

### 道路
一般国道
- 村内を走る一般国道：国道181号

県道
- 村内を走る県道：岡山県道58号北房川上線

道の駅
- がいせん桜 新庄宿

## 名所・旧跡・観光スポット・祭事・催事

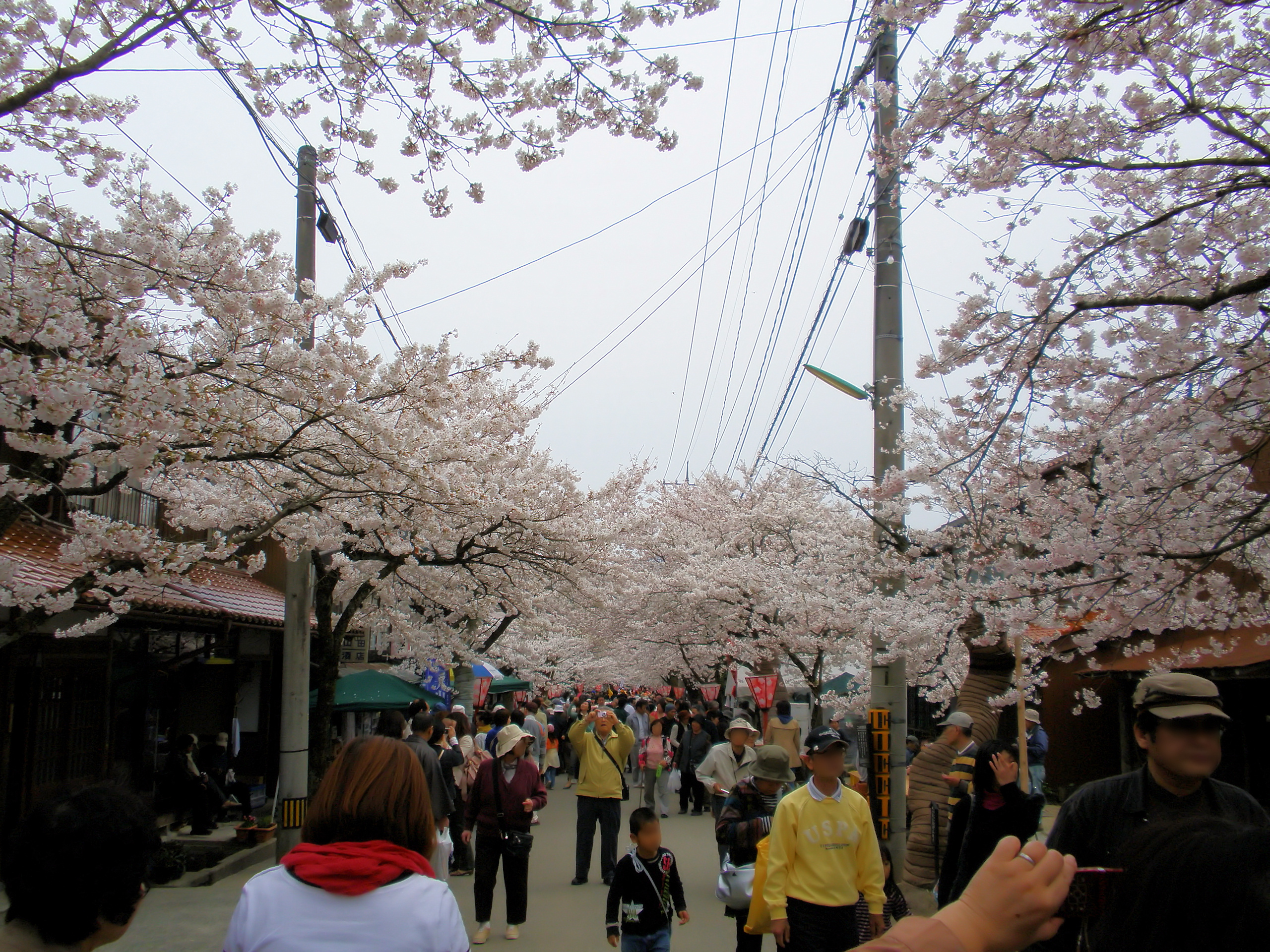
がいせん桜通り

- がいせん桜 - 1906年に日露戦争での戦勝を記念して旧出雲街道宿場町の両側に植えられた桜の通称。毎年桜の開花期にがいせん桜まつりが開催される[8]。
- 新庄宿
- 毛無山 - 鳥取県との県境をなす。中国百名山のひとつで、山頂付近のカタクリ群落はかおり風景100選（環境省）「毛無山ブナとカタクリの花」に選出された。山麓に村営の宿泊施設があり、ここから初心者用の片道90分の散策登山道が整備されている。